# Festival Internacional de Cine de Valdivia
Het Festival Internacional de Cine de Valdivia (FICV of FICVALDIVIA) (Nederlands: Internationaal filmfestival van Valdivia) is een jaarlijks filmfestival dat plaatsvindt in Valdivia in Los Ríos, Chili.
De hoofdprijs van het festival is de Pudú Dorado (Gouden Poedoe).

## Geschiedenis
Het festival werd in 1993 opgericht door de Cine Club van de Universidad Austral de Chile naar aanleiding van hun dertigste verjaardag. In 1994 werd een eerste competitief filmfestival onder de naam Valdivia Cine & Video georganiseerd en het festival kreeg in 1998 zijn huidige naam.
In de beginjaren was het filmfestival georiënteerd op ecologische onderwerpen en ontstond de Gouden Poedoe-prijs. Vanaf 2001 startte een competitie voor speelfilms en groeide het festival zo uit tot het belangrijkste filmevenement in Chili.

## Prijzen
- Internationale speelfilms: Beste film (Gouden Poedoe) - Premio Especial del Jurado (Speciale prijs van jury) - Mención Especial del Jurado (Speciale vermelding van de jury)
- Chileense speelfilms: Beste film - Premio Especial del Jurado (Speciale prijs van jury)
- Internationale kortfilms: Mejor Cortometraje (Beste kortfilm) - Mención Especial (Speciale vermelding)
- Concurso de Cortometrajes en Alta Definición de Escuela de Cine y Audiovisuales (competitie filmscholen)

## Palmares
| Editie | Internationaal winnaar       | Nationaal winnaar          |
| ------ | ---------------------------- | -------------------------- |
| 1994   |                              | Wichan. El juicio          |
| 1995   |                              | Largadistancia             |
| 1996   | Cuesta abajo                 | El último cierra la puerta |
| 1997   | Tesis                        |                            |
| 1998   | Martín (Hache)               |                            |
| 1999   | Tierra                       |                            |
| 2000   | Amores perros                | Mi famosa desconocida      |
| 2001   | In the Mood for Love         |                            |
| 2002   | A la Izquierda del Padre     |                            |
| 2003   | Los lunes al sol             | Cesante                    |
| 2004   | Machuca                      | '                          |
| 2005   | L'Enfant endormi             | Mi mejor enemigo           |
| 2006   | L'Enfant                     | Días de campo              |
| 2007   | Still Life                   | Mirageman                  |
| 2008   | Aquele Querido Mês de Agosto | El regalo                  |
| 2009   | La Pivellina                 | La nana                    |
| 2010   | Verano de Goliat             | Perro muerto               |
| 2011   | Nana                         | Música campesina           |
| 2012   | De jueves a domingo          | Donde vuelan los cóndores  |
| 2013   | E Agora? Lembra Me           | Raíz                       |
| 2014   | Waiting for August           | Los castores               |
| 2015   | El movimiento                | Sin norte                  |
| 2016   | The Dazzling Light of Sunset | Mala Junta                 |